# Sjengavit (tunnelbanestation)
Sjengavit (armeniska: Շենգավիթ) är en tunnelbanestation på Jerevans tunnelbana i Armeniens huvudstad Jerevan. Den ligger i distriktet Sjengavit.
Sjengavits tunnelbanestation öppnades den 26 december 1985. 